# Ligue de Football Professionnel
Ligue de Football Professionnel, cunoscută și ca LFP, este o asociație care administrează cele mai importante ligi profesioniste de fotbal din Franța. A fost fondată în 1944 și funcționează sub autoritatea Federației Franceze de Fotbal. Președintele ligii este Frédéric Thiriez.
Liga este responsabilă pentru supravegherea, administrarea și conducerea primelor două ligi din Franța, Ligue 1 și Ligue 2. De asemenea este responsabilă pentru cele 44 de cluburi profesioniste de fotbal (20 în Ligue 1, 20 în Ligue 2 și 4 în Championnat National). Liga mai organizează și o competiție anuală de cupă, Coupe de la Ligue, care spre deosebire de Coupe de France, este destinată doar cluburilor profesioniste.